# Стежарі (комуна)
Стежарі (рум. Stejari) — комуна у повіті Горж в Румунії. До складу комуни входять такі села (дані про населення за 2002 рік):
- Балошань (632 особи)
- Бечешть (475 осіб)
- Дялу-Леулуй (30 осіб)
- Попешть-Стежарі (218 осіб)
- Піскою (896 осіб)
- Стежарі (845 осіб) — адміністративний центр комуни

Комуна розташована на відстані 194 км на захід від Бухареста, 43 км на південний схід від Тиргу-Жіу, 50 км на північ від Крайови.

## Населення
За даними перепису населення 2002 року у комуні проживали 3096 осіб. Усі жителі комуни рідною мовою назвали румунську.
Національний склад населення комуни:
| Національність | Кількість осіб | Відсоток |
| -------------- | -------------- | -------- |
| румуни         | 3092           | 99,9%    |
| цигани         | 4              | 0,1%     |

Склад населення комуни за віросповіданням:
| Релігія        | Кількість осіб | Відсоток |
| -------------- | -------------- | -------- |
| православні    | 3088           | 99,7%    |
| п'ятдесятники  | 5              | 0,2%     |
| римо-католики  | 1              | < 0,1%   |
| греко-католики | 1              | < 0,1%   |
| бретрени       | 1              | < 0,1%   |